# The Doors
The Doors [ðə dɔːɹz] (z anglického The Doors of Perception, doslova dveře vnímání, překládáno jako Brány vnímání) byla americká rocková skupina založená v roce 1965 v Los Angeles. Patřila k významným skupinám zejména šedesátých let minulého století. Zakládajícími členy The Doors byli: hráč na klávesové nástroje Ray Manzarek a zpěvák Jim Morrison, časem se ke kapele přidali kytarista Robby Krieger a bubeník John Densmore.
První album The Doors vyšlo v lednu roku 1967 pod prostým názvem The Doors. Obsahovalo i jednu z nejznámějších skladeb kapely „Light My Fire“, jež vyšla i jako singl. Po úspěchu alba bylo ještě na podzim téhož roku vydáno album Strange Days, ke kterému vyšly singly „People Are Strange“ a „Love Me Two Times“. Každý následující rok pak The Doors nahráli jedno album. Poslední, které bylo natočeno s Morrisonem, bylo L.A. Woman z roku 1971. Několik měsíců po jeho vydání Morrison zemřel. Zbylí tři členové pak dále koncertovali a vydávali alba i bez něj, po roce se však rozpadli.
The Doors měli vliv na celou řadu muzikantů a hudebních skupin. Jejich styl hudby vykazuje prvky různých hudebních žánrů jako je acid rock, psychedelický rock či blues. Na počátku 21. století založili Krieger a Manzarek kapelu Riders on the Storm, nazvanou podle jedné z písní The Doors.

## Historie

### Počátky

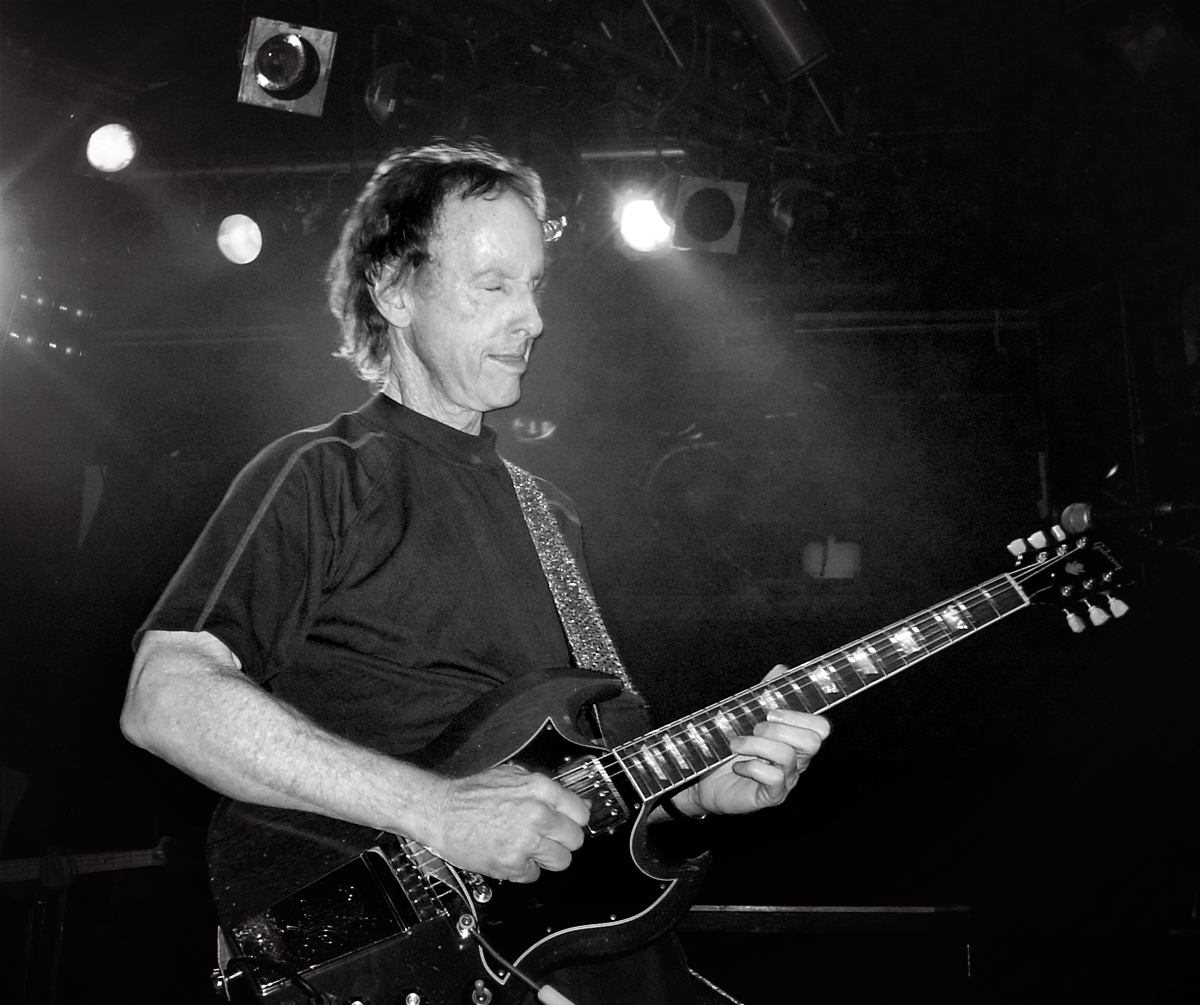
Robby Krieger na koncertě v Londýně v roce 2007

Počátky skupiny sahají do léta roku 1965, kdy se na kalifornské pláži Venice Beach setkali zakládající členové skupiny Jim Morrison a Ray Manzarek, kteří se znali již z dob studií na University of California. Poté, co Morrison zarecitoval Manzarekovi svou báseň „Moonlight Drive“, Manzarek navrhl, že by mohli založit kapelu, načež Morrison souhlasil.
Manzarek byl od roku 1962 členem skupiny Rick & the Ravens, kde hrál na klávesy a zpíval. Dalšími členy této kapely byli Manzarekovi dva bratři Rick a Jim, takže Ray Manzarek a Jim Morrison nejdříve zkoušeli s nimi. Krátce nato, co začali spolu zkoušet, se Manzarek v losangeleském meditačním centru Mahariši Maheš Jógiho seznámil s bubeníkem Johnem Densmorem, kterému nabídl účast v kapele, a Densmore tuto nabídku přijal. V září roku 1965 pak nově sestavená skupina využila volného času, který měli Rick & the Ravens v malém vydavatelství Aura, a nahrála šest písní, které se tak staly první nahrávkou The Doors. Všech šest písní se pak objevilo na albu The Doors: Box Set z roku 1997. Demo bylo vydáno na třech gramofonových deskách, se kterými členové kapely obcházeli různá hudební vydavatelství, až se jim podařilo podepsat smlouvu s vydavatelstvím Columbia.
Když kapelu opustili bratři Raye Manzareka, začali se zbylí členové skupiny poohlížet po novém členu. Tím se stal kytarista Robby Krieger, který býval společně s Densmorem členem kapely Psychedelic Rangers. Skupina se pak pojmenovala The Doors podle knihy Aldouse Huxleyho Brány vnímání (v originále The Doors of Perception). Fráze „doors of perception“ je však v Huxleyově knize použita v souvislosti s citací Williama Blakea. Skupina byla dost odlišná od tehdejších rockových skupin, jelikož neměla basového kytaristu. Manzarek však došel k závěru, že jeho klávesy Fender Rhodes basspiano, které měl již z dřívější doby, dokážou zvuk basové kytary zastoupit, takže basového kytaristy už nebylo potřeba.
V průběhu roku 1966 The Doors dále zkoušeli a začali koncertovat na různých místech. Stále angažmá nejdříve získali v losangeleském klubu s názvem London Fog. V létě se kapele podařilo stát se domovskou kapelou prestižního klubu Whisky a Go Go, odkud však byli po několika měsících vyhozeni poté, co na pódiu zahráli píseň „The End“. Skladba totiž zahrnovala dramatické Morrisonovo recitování včetně veršů „Otče? / Ano synu? / Chci tě zabít. / Matko? / Tebe chci ojet.“

### První alba
Ještě předtím, než The Doors museli opustit klub Whisky a Go Go, stačil Arthur Lee ze skupiny Love nalákat na koncert The Doors Jaca Holzmana, vedoucího vydavatelství Elektra. Holzman nabídl členům The Doors novou smlouvu a ti ji podepsali. Za nedlouho začali The Doors nahrávat své první album nesoucí název The Doors. Jeho vydání bylo naplánováno na 4. ledna 1967, první singl skupiny s názvem „Break on Through (To the Other Side)“ stačil vyjít ještě tři dny před samotným albem. The Doors zahrnovalo jedny z nejúspěšnějších skladeb skupiny včetně „Light My Fire“ či již zmiňované písně „Break On Through (To the Other Side)“ a „The End“.[zdroj?] Výjimečně byly na album zařazeny dvě převzaté písně, a to „Alabama Song“ a „Back Door Man“.
Po vydání alba kapela dále koncertovala, mimo jiné několikrát v San Franciscu, jednou se skupinou Grateful Dead. V dubnu roku 1967 byla skladba „Light My Fire“ vydána jako singl. Avšak oproti přes sedm minut dlouhé verzi písně z alba měla singlová verze jen málo přes tři minuty, jelikož bylo vynecháno Kriegerovo a Manzarekovo sólo. Takto upravená verze byla určená pro rádiové vysílání. „Light My Fire“ byla první skladba, jejímž autorem byl Krieger. Singl „Light My Fire“ se začal dobře prodávat a koncem léta 1967 se ho prodalo milion kusů.
Další album vyšlo v říjnu roku 1967 a neslo název Strange Days. Mnoho písní ze Strange Days bylo napsáno již v době prvního alba. Ke Strange Days vyšly singly „People Are Strange“ a „Love Me Two Times“. Stejně jako předchozí album, i toto zaznamenalo úspěch a The Doors tehdy často vystupovali před publikem. 17. září 1967 vystoupili v televizní show Eda Sullivana, kde hráli „Light My Fire“. Sullivan si přál, aby kapela trošku upravila text písně, načež členové The Doors v čele s Morrisonem souhlasili. Při živém vystoupení však Morrison zazpíval text v původní podobně a kapele bylo pro příště zakázáno vystupovat v Sullivanově pořadu.
K nahrávání třetího alba Waiting for the Sun byl výjimečně přizván hostující basový kytarista Doug Lubahn z kapely Clear Light. The Doors se v průběhu nahrávání alba potýkali s nedostatkem hudebního materiálu pro nové album. Jim Morrison navíc přicházel na nahrávání alba často opilý, takže nahrávání bylo problémové a protáhlo se na několik měsíců. Nakonec bylo album vydáno v červenci roku 1968. Ve srovnání s předchozími dvěma alby však Waiting for the Sun přineslo určité zklamání. Na albu vyšla i píseň „The Unknown Soldier“, ke které sama kapela natočila krátký dokumentární film.

### Miamský incident

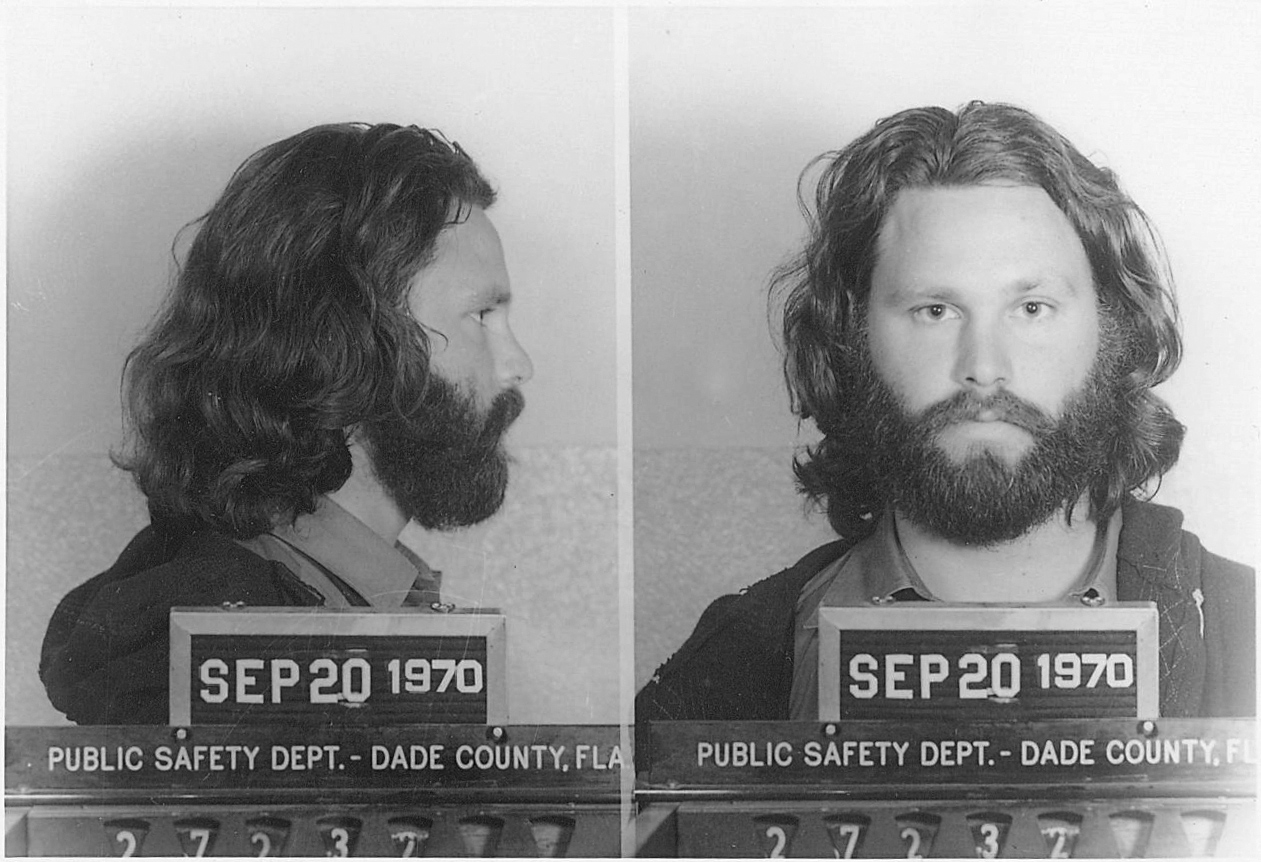
Jim Morrison, zadržen po jednom ze svých výstřelků (r. 1970)

Následovalo koncertní turné, kdy The Doors zavítali i do Evropy. Po návratu do Spojených států skupina měla zahrát 1. března 1969 v Miami na Floridě. Toto vystoupení mělo na další vývoj kapely velký vliv. Morrison na cestě do Miami zmeškal dvě letadla a čekání na další lety strávil pitím alkoholu. Na pódiu při vystoupení byl značně opilý, přerušoval písně a často mluvil k publiku. Pak měl prohlásit, že stejně všichni přišli jenom vidět jeho penis, načež si měl svléci košili a na chvíli penis skutečně ukázat. Toto však není zachyceno na žádné z fotografií a dodnes není jisté, zda k tomu skutečně došlo.
Po koncertě kapela odjela na dovolenou na Jamajku. Po několika dnech miamské úřady rozhodly o podání žaloby na Morrisona za obnažování, urážku, oplzlé chování a opilství. Po návratu do Miami na Morrisona navíc vydala zatykač FBI, která jej obvinila za to, že nezákonně odletěl na Jamajku, i když tam Morrison odletěl ještě před vydáním miamského zatykače. Pod tíhou těchto obvinění začala rádia stahovat písně The Doors z vysílání, bylo zrušeno nadcházející turné a kapela nemohla vystoupit ani na Woodstocku. Morrison se sám přihlásil na policii, vzápětí byl ale propuštěn na kauci a celý případ byl prozatím odročen.

### Poslední léta

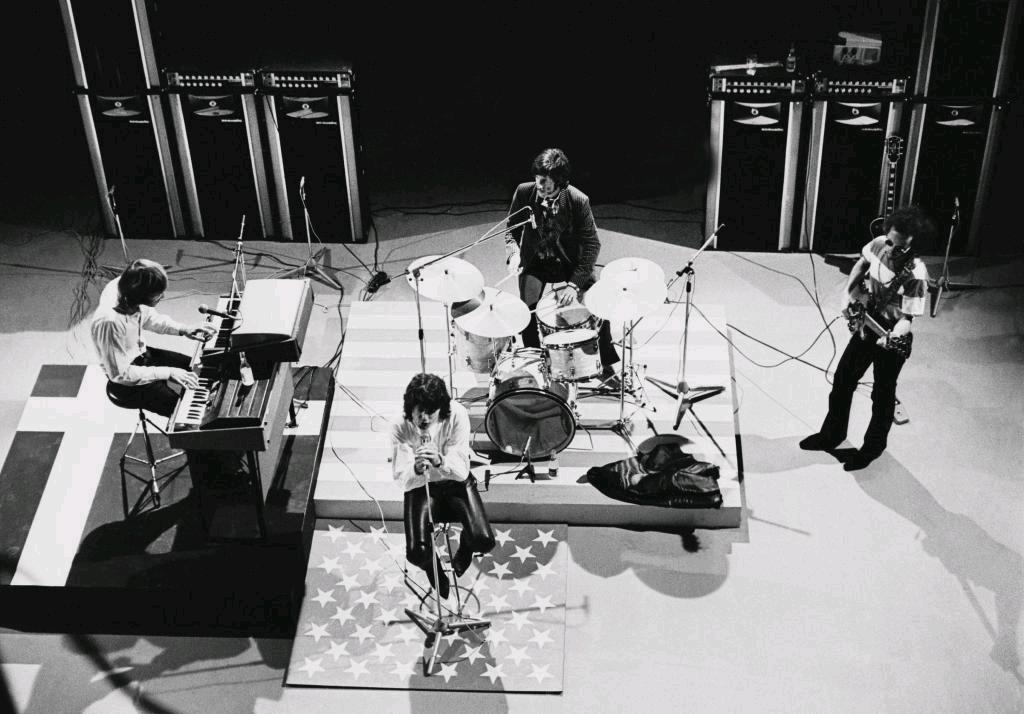
The Doors (1968)

Nedlouho po událostech v Miami se The Doors začali věnovat práci na novém albu. Bylo vydáno v červnu roku 1969 pod názvem Soft Parade a vyšly k němu singly „Touch Me“ (na kterém se podílel hostující saxofonista Curtis Amy), „Wishful Sinful“, „Runnin' Blue“ a „Tell All the People“. Album se však nesetkalo s velkým ohlasem, oproti předchozím albům The Doors bylo Soft Parade zatím asi nejslabší. Asi polovinu skladeb z alba napsal Morrison, zbylé písně pak Krieger. Někdy v této době Morrison prodělal sérii rozhovorů s Jerrym Hopkinsem, které byly poté otištěny v časopisu Rolling Stone a z nichž pak Hopkins čerpal pro své knihy o The Doors Nikdo to tu nepřežije a Ještěrčí král.
Po vydání Soft Parade začali The Doors opět koncertovat. Jelikož byl prakticky každý koncert pod dohledem strážců zákona, Morrison tolik nepil alkohol ani nebral narkotika a koncerty se tak stávaly po hudební stránce čím dál tím lepší. V této době se Morrison pustil do natáčení filmu s názvem HWY, jehož téma je zachyceno v písni „Riders on the Storm“.
The Doors stále patřili k vydavatelství Elektra. Její vedení začalo po finančním neúspěchu Soft Parade tlačit na členy The Doors, aby nahráli nové album. The Doors se pustili do nahrávání a nové album, které vyšlo na počátku roku 1970, dostalo název Morrison Hotel. Album je značně bluesové a i přes to, že neobsahovalo žádný singlový hit, bylo oproti předchozímu mnohem lepší. K Morrison Hotel vyšel jediný singl „Roadhouse Blues“.
Koncertní vystoupení The Doors z této doby bývala zaznamenávána, aby se z nich pak vybraly písně pro chystané první živé album skupiny. To vyšlo na dvou albech pod názvem Absolutely Live v červenci 1970 a obsahovalo některé písně zaznamenané i předešlý rok. Morrison v té době trávil čas cestováním po Evropě i Spojených státech, aby se po vydání Absolutely Live vrátil do Miami, kde pokračovalo jeho soudní řízení. Po dvojím odročení, kdy The Doors mimo jiné hráli na anglickém festivalu Isle of Wight, byl Morrison zbaven obvinění z opilství a obscénního chování, avšak z užívání hrubého jazyka a obnažování byl uznán vinným, ale zatím soud nestanovil výši trestu. Do jejího vynesení byl Morrison propuštěn na kauci padesáti tisíc dolarů. 30. října pak byl odsouzen k šesti měsícům vězení za obnažování a šedesáti pracovním dnům za vulgární projev. The Doors odehráli svůj předposlední koncert s Morrisonem 11. prosince roku 1970 v McFarlin Auditorium Dallas a poslední vystoupení 12. prosince ve „Warehouse“ v New Orleans.

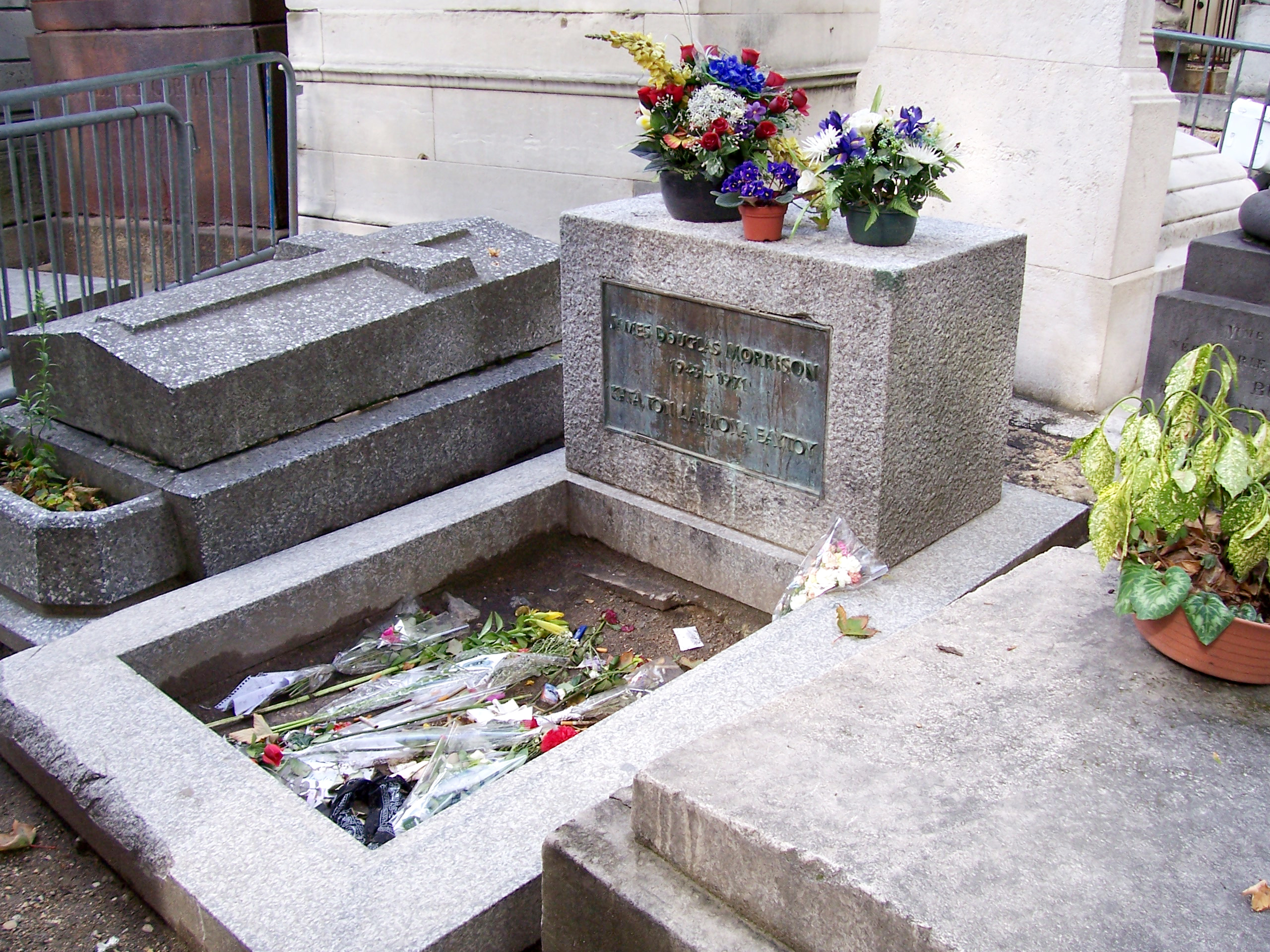
Morrisonův hrob v Paříži, k němuž se dodnes sjíždějí fanoušci a pokládají tam květiny

Morrison se proti rozsudku odvolal a před započetím odvolacího procesu začali The Doors natáčet další album. Bylo to poslední album The Doors, které bylo s Morrisonem natočeno. Dosavadního producenta všech alb The Doors Paula Rothchilda nahradil Bruce Botnick. Pod názvem L.A. Woman album vyšlo v dubnu 1971. Ještě během mixování L.A. Woman odjel Morrison do Paříže, kde bydlel s manželkou Pamelou Cursonovou a kde o víkendu 3.–4. července zemřel. Jako oficiální diagnóza byla stanovena srdeční zástava. Přesné okolnosti Morrisonovy smrti však dodnes nebyly zcela vyjasněny a jsou předmětem různých dohadů. Informace o Morrisonově smrti se dostaly na veřejnost až po pohřbení jeho těla na pařížském hřbitově Père Lachaise, což částečně způsobilo, že někteří lidé stále odmítají jeho smrti uvěřit. Zbylí členové se rozhodli pokračovat ve třech s tím, že zpívat bude Manzarek. Kapela začala pracovat na nových písních a v říjnu roku 1971 vydali album Other Voices, jehož producentem byl opět Bruce Botnick. Zbylí členové The Doors se pak vydali na turné po Spojených státech a Kanadě a na jaře roku 1972 navštívili Evropu.
Poté začali natáčet nové album nesoucí název Full Circle, které vyšlo v září téhož roku. Album však nebylo úspěšné a skupina se rozhodla uspořádat v Londýně konkurz na pozici nového zpěváka. V úvahu mimo jiné přicházel i Iggy Pop, Manzarek se však rozhodl, že všeho už bylo moc a odjel zpět do Spojených států. Později o tom prohlásil: „Chtěli jsme si dobít tvůrčí baterie, právě jako Jim, když odjel do Paříže... ale ono to nefungovalo. Byl čas s The Doors skončit.“ Po této události se The Doors definitivně rozpadli.

## Události po rozpadu

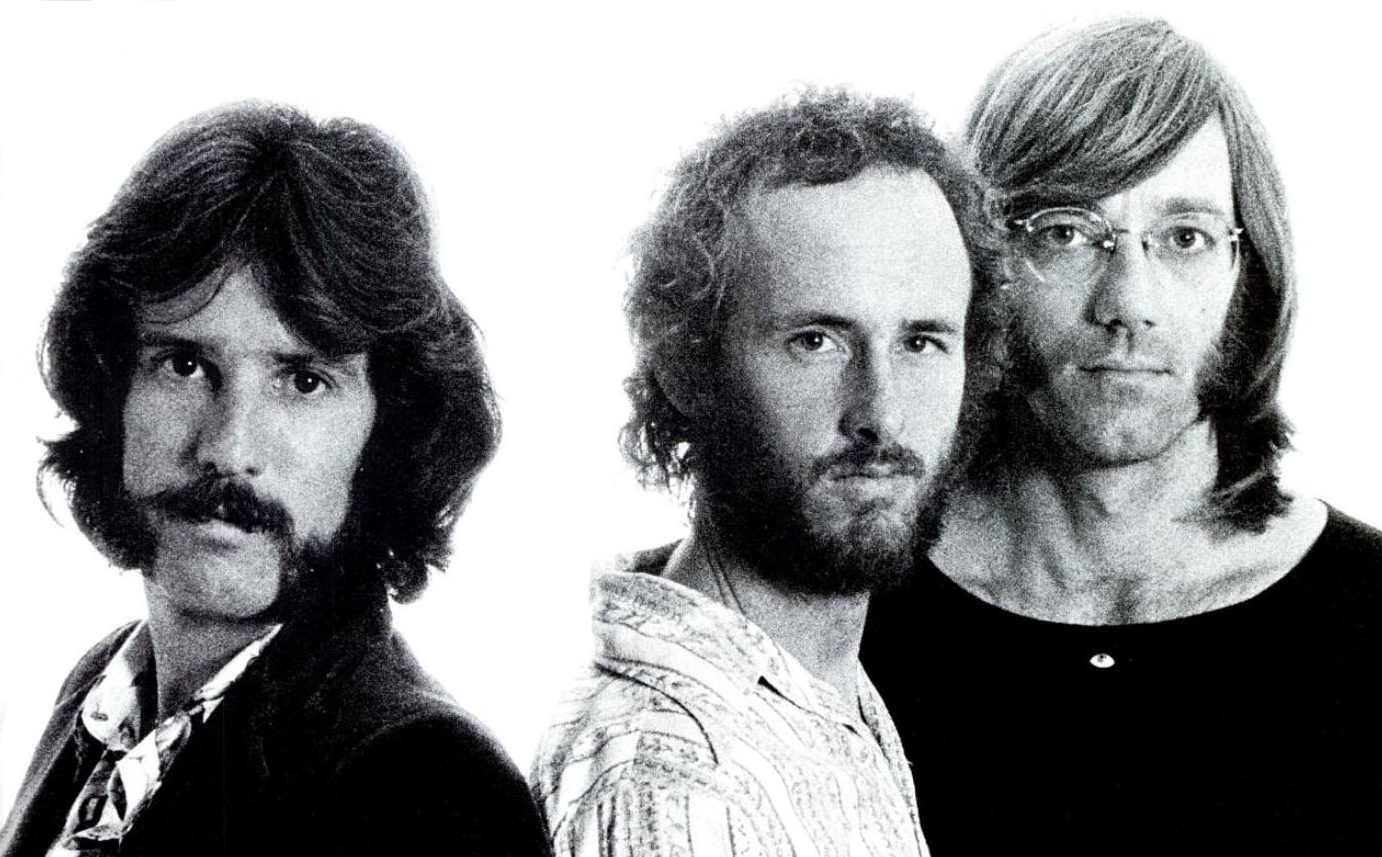
Densmore, Krieger a Manzarek v listopadu 1971

Poté, co opustil skupinu, vydal se Ray Manzarek na sólovou dráhu. Nahrál několik alb a začal se věnovat producentské činnosti na poli hudby. Krieger i Densmore se také začali věnovat soukromým hudebním projektům. The Doors však dále vycházela pod vydavatelstvím Elektra či Rhino koncertní alba jako Alive, She Cried z roku 1983 či Legacy: The Absolute Best z roku 2003.
V roce 1991 byl o The Doors natočen film režírovaný Oliverem Stonem The Doors, kde si Morrisona zahrál Val Kilmer. V roce 1993 byli The Doors uvedeni do Rock'n'rollové síně slávy. Při této příležitosti skupina vystupovala se zpěvákem Pearl Jam Eddie Vedderem, se kterým nazkoušela a zahrála skladby „Roadhouse Blues“, „Break on Through“ a „Light my Fire“, které poté vyšly na albu The Doors & Eddie Vedder – Rock&Roll Hall Of Fame. V roce 2001 vyšlo album s názvem Stoned Immaculate – The Music of The Doors, které obsahuje písně The Doors v podání různých umělců a kapel jako Stone Temple Pilots, Aerosmith, Johna Lee Hookera či skupiny Creed.
V roce 2002 se Manzarek a Krieger dali opět dohromady a založili skupinu The Doors of the 21st Century. Na Morrisonovo místo byl vybrán člen skupiny The Cult Ian Astbury. Manzareka a Kriegera však brzy na to obvinil John Densmore a nedlouho na to i Morrisonova rodina z toho, že používají ve svém názvu značku The Doors. Kapela tak změnila název na Riders on the Storm. V roce 2007 Astbury z kapely odešel a vrátil se k The Cult, nahradil jej zakládající člen skupiny Fuel Brett Scallions.
Roku 2007 byla The Doors udělena první cena Grammy, kterou obdrželi za celoživotní dílo. The Doors též obdrželi hvězdu na hollywoodském chodníku slávy. Ještě v roce 2007 floridský guvernér Charlie Crist prohlásil, že se chystá symbolicky zrušit stále platný rozsudek, jenž posílal Morrisona do vězení.
V roce 2008 se Manzarek a Krieger rozhodli pro přejmenováni na Ray Manzarek & Robby Krieger of the Doors. Na různá vystoupení vystupují s různými hudebníky a zpěváky. Dne 13. července 2010 poprvé navštívili také Česko, kde v pražském Kongresovém centru odehráli koncert, spolu se zpěvákem Brettem Scallionsem, baskytaristou Philem Chenem a bubeníkem Tyem Dennisem. Na den přesně o rok později se uskutečnil druhý pražský koncert v Kulturním domě Vltavská se stejném složení vyjma zpěváka Bretta Scallionse, kterého nahradil Dave Brock.
V roce 2012 vydala skupina videoklip ke skladbě „L.A. Woman“ v rámci čtyřicátého výročí od vydání stejnojmenného alba. Ve videoklipu se i přes dřívější značné spory objevil vedle kytaristy Robbyho Kriegera i bubeník John Densmore. K nim přibyl ještě Jac Holzman. V květnu 2013 zemřel klávesista Ray Manzarek ve svých čtyřiasedmdesáti letech. V současnosti odehráli několik koncertu John Densmore a Robby Krieger.

## Hudba The Doors
Styl hudby The Doors je značně specifický a vykazuje prvky různých hudebních žánrů jako je blues-rock, psychedelický rock, acid rock i hard rock. Podle Raye Manzareka byli The Doors ovlivněni jazzovými a bluesovými hudebníky jako byli Muddy Waters, John Lee Hooker, John Coltrane či Miles Davis. Další vlivy na The Doors měly anglické kapely The Beatles a The Rolling Stones, dále umělci jako Little Richard, Chuck Berry i Elvis Presley. Z klasiků měli na The Doors vliv např. Igor Fjodorovič Stravinskij či Claude Debussy. Sám Morrison byl ovlivněn např. hudbou Boba Dylana či Rolling Stones, z literátů pak Aldousem Huxleym, William Blakem či Jackem Kerouacem.
The Doors patřili k nejvlivnějším kapelám 60. let. Měli vliv na mnoho umělců a hudebníků, např. Iggy Pop založil The Stooges pod dojmy z koncertu The Doors. Z českých umělců měli The Doors vliv např. na Filipa Topola a Psí vojáky či Josefa Rauvolfa.
Skladby skupiny byly použity v řadě filmů, například píseň „The End“ zazněla ve filmu Apokalypsa z roku 1979. Jejich písně byly též mnohokrát přezpívány. Aerosmith přezpívali píseň „Love Me Two Times“, která se v jejich podání objevila ve filmu Air America i na unpluggedovém vystoupení Aerosmith. Často přezpívávaná píseň The Doors je „Light My Fire“, kterou přezpívala řada umělců, anglický zpěvák Will Young a portorikánský písničkář José Feliciano tak pojmenovali jeden ze svých singlů.

## Diskografie

### Singly
- „Break on Through (To the Other Side)“, 1967
- „Light My Fire“, 1967
- „People Are Strange“, 1967
- „Love Me Two Times“, 1967
- „The Unknown Soldier“, 1968
- „Hello, I Love You“, 1968
- „Touch Me“, 1968
- „Wishful Sinful“, 1969
- „Tell All the People“, 1969
- „Runnin' Blue“, 1969
- „You Make Me Real“, 1970
- „Roadhouse Blues“, 1970
- „Love Her Madly“, 1971
- „Riders on the Storm“, 1971

### Studiová alba
- The Doors, 1967
- Strange Days, 1967
- Waiting for the Sun, 1968
- The Soft Parade, 1969
- Morrison Hotel, 1970
- L.A. Woman, 1971

Bez Morrisona ještě vyšla alba:
- Other Voices, 1971
- Full Circle, 1972
- An American Prayer, 1978